# Хиње (Севница)
Хиње (словен. Hinje) је насељено место у општини Севница, Посавска регија, Словенија.

## Историја
До територијалне реорганизације у Словенији било је у саставу старе општине Севница. Као самостално насеље Хиње постоји од 1998. године. Настало је издвајањем дела из насеља Колудрје.

## Становништво
У попису становништва из 2011. године, Хиње је имало 48 становника.
| Број становника према пописима | Број становника према пописима |
| ------------------------------ | ------------------------------ |
| 2002                           | 2011                           |
| 54                             | 48                             |

Напомена: Године 1998. настала издвајањем дела из насеља Колудрје.